# Марков, Павел Юрьевич
Павел Юрьевич Марков (бел. Павел Юр’евіч Маркаў; род. 4 декабря 1991, Могилёв) — белорусский футболист, нападающий гомельского «Локомотива».

## Клубная карьера
Воспитанник могилевского «Днепра». С 2009 начал выступать за дубль клуба, и в том же году дебютировал в Высшей лиге. Сезон 2012 провел в Первой лиге в аренде в «Полоцке». После возвращения в 2013 году играл за дубль, а в сезоне 2014 стал прочным игроком основного состава. После вылета могилёвской команды в Первую лигу остался в клубе, и через два года помог ему вернуться в элиту, однако сам покинул команду. В сезоне 2017 выступал в Первой лиге за гомельский «Локомотив», который покинул в декабре того же года.
В начале 2018 года последовательно проходил просмотр в «Днепр», «Кумкачах» и «Лиде», но в результате стал игроком микашевичского «Гранита». В июле 2018 года вернулся в «Локомотив», где за три года был стартовым игроком.
В июле 2021 года он перешёл в могилевский «Днепр». В декабре 2022 года продлил контракт с могилёвским клубом. В феврале 2024 года футболист покинул могилёвский клуб.

### Статистика
| Сезон    | Дивизион | Клуб      | Страна                    | Матчи | Голы |
| -------- | -------- | --------- | ------------------------- | ----- | ---- |
| 2009     | Д1       | Днепр     | Флаг Беларуси (1995—2012) | 1     | 0    |
| 2011     | дубль    | Днепр     | Флаг Беларуси (1995—2012) | 32    | 1    |
| 2012     | Д2       | Полоцк    | Флаг Беларуси             | 21    | 0    |
| 2013     | дубль    | Днепр     | Флаг Беларуси             | 31    | 3    |
| 2014     | Д1       | Днепр     | Флаг Беларуси             | 29    | 1    |
| 2015     | Д2       | Днепр     | Флаг Беларуси             | 27    | 1    |
| 2016     | Д2       | Днепр     | Флаг Беларуси             | 19    | 4    |
| 2017     | Д2       | Локомотив | Флаг Беларуси             | 27    | 1    |
| 2018 (1) | Д2       | Гранит    | Флаг Беларуси             | 12    | 1    |
| 2018 (2) | Д2       | Локомотив | Флаг Беларуси             | 14    | 1    |
| 2019     | Д2       | Локомотив | Флаг Беларуси             | 28    | 5    |
| 2020     | Д2       | Локомотив | Флаг Беларуси             | 26    | 5    |
| 2021 (1) | Д2       | Локомотив | Флаг Беларуси             | 14    | 1    |
| 2021 (2) | Д2       | Днепр     | Флаг Беларуси             | 19    | 0    |